# Chris Bauer
Pour les articles homonymes, voir Bauer.
Mark Christopher Bauer, dit Chris Bauer, né le 28 octobre 1966 à Los Angeles, est un acteur américain.
Bauer est né à Los Angeles, Californie. Diplômé du lycée Miramonte à Orinda, Californie, en 1984, il intégra par la suite l'université de San Diego et fut diplômé de la Yale School of Drama.
Bauer interpréta Lloyd Gettys en 1997 dans le film L'Associé du diable et apparut comme le personnage masqué intitulé « Machine » dans le film 8 mm avec Nicolas Cage. Il est apparu dans la seconde saison de la série télévisée The Wire interprétant le personnage de Frank Sobotka. Il interpréta également le rôle de Fred Yokas, le mari de Faith Yokas, dans la série télévisée New York 911 de 1999 à 2005. Bauer joua aussi « Dodd », un agent du FBI, dans la série télévisée Dossier Smith (Smith), dans la mini-série The Lost Room. Dans le monde des films indépendants, il a joué dans le film Neal Cassady interprétant l'écrivain Ken Kesey. Récemment, il a tenu le rôle de Bobby Dwyer, dans la série The Deuce de HBO, gérant d'un trafic de prostituées.

## Filmographie

### Cinéma
- 1997 : Colin Fritz de Robert Bella (en) : Tony Baby Shark
- 1997 : Coup de foudre et conséquences d'Andy Tennant, Matthew Perry et Salma Hayek : Phil
- 1997 : Volte-face de John Woo : Ivan Dubov
- 1997 : Blanche-Neige : Le Plus Horrible des contes de Michael Cohn : Konrad
- 1997 : Harry dans tous ses états de Woody Allen : (non crédité)
- 1997 : Pour une nuit... de Mike Figgis : Bartender
- 1997 : Back Home de Bart Freundlich : Jerry
- 1997 : L'Associé du diable de Taylor Hackford : Lloyd Gettys
- 1998 : Pas facile d'être papa de John N. Smith : Larry Ives
- 1999 : 8 mm de Joel Schumacher : George Higgins, alias Machine
- 1999 : CSS Hunley, le premier sous-marin (téléfilm) : Simkins
- 1999 : Broadway, 39ème rue de Tim Robbins : VTA - Carpenter
- 1999 : Accords et Désaccords de Woody Allen : Ace
- 1999 : Personne n'est parfait(e) de Joel Schumacher : Jacko
- 2000 : Animal Factory de Steve Buscemi : Bad Eye
- 2000 : High Fidelity de Stephen Frears : Paul
- 2000 : The Photographer (en) de Jeremy C. Stein (en) : Paul
- 2004 : The Story of Calvin Stoller, Last Abstract Expressionist d'Eli Richbourg : Calvin Stoller
- 2002 : Anatomy of a Breakup : Jake
- 2002 : Bug (en) de Phil Hay (en) et Matt Manfredi (en) : Ernie
- 2002 : Angels Crest de J. Michael Couto : Teddy
- 2003 : Keane de Lodge H. Kerrigan : Bartender
- 2005 : Broken Flowers de Jim Jarmusch : Dan
- 2005 : The Notorious Bettie Page de Mary Harron : Irving Klaw
- 2006 : Mémoires de nos pères de Clint Eastwood : Commandant Vandegrift
- 2008 : The Guitar (en) d'Amy Redford (en) : Chef de la chirurgie
- 2016 : Money Monster de Jodie Foster : lieutenant Nelson
- 2016 : Sully de Clint Eastwood : Larry Rooney
- 2021 : Une affaire de détails (The Little Things) de John Lee Hancock : Sal Rizoli
- 2025 : Thunderbolts* de Jake Schreier : Holt
- 2025 : Henry Johnson de David Mamet : M. Barnes
- 2025 : Wild Speed Girl (Eenie Meanie) de Shawn Simmons

### Télévision
- 1989 : Jack Killian, l'homme au micro : Tow Truck Driver (#1 épisode)
- 1992 : New York, police judiciaire : Homeless David (saison 3, épisode 3)
- 1994 : Le Retour des Incorruptibles : Doorman (#1 épisode)
- 1996 : New York Undercover : Terry Fillipot (#1 épisode)
- 1996 : New York, police judiciaire : Mickey Scott (saison 6, épisode 23)
- 1999 : New York 911 : Fred Yokas (41 épisodes)
- 2001 : 61* : Bob Cerv
- 2001 : Le Fugitif : Goon (#1 épisode)
- 2001 : Temps mort : Dale (#1 épisode)
- 2001 : Taking Back Our Town : James Melancon
- 2002 : New York, police judiciaire : Le sergent en fauteuil roulant (saison 12, épisode 24)
- 2003 : Sur écoute : Frank Sobotka (#12 épisodes)
- 2005 : The Exonerated (en) : White Cop#2
- 2005 : Jonny Zéro : Stringer (#6 épisodes)
- 2005 : Tilt (en) : Leland « Lee » Nickel (#9 épisodes)
- 2005 : Our Fathers : Olan Horse
- 2005 : Esprits criminels : (Saison 1, épisode 9) : Dr Theodore « Ted » Bryar
- 2006 : Conviction : Mr. Foye (saison 1, épisode 2)
- 2006 : American Experience : Hiram Pierce (#1 épisode)
- 2006 : Les Maîtres de l'horreur : Larry Pierce (#1 épisode)
- 2006 : Dossier Smith (Smith) : Agent Todd (#7 épisodes)
- 2006 : The Lost Room : Lou Destefano
- 2007 : Les Experts : Détective Paul Browning (#1 épisode)
- 2007 : New York, section criminelle : Murtaugh (saison 6, épisode 16)
- 2007 : Bernard et Doris (Bernard and Doris) : Chef
- 2007 : The Black Donnellys : Huey Farrell (3 épisodes, 2007)
- 2007 : Numb3rs : Ray Galuski (#2 épisodes)
- 2007 : True Blood : Andy Bellefleur (saison 1, 2, 3, 4, 5, 6 et 7)
- 2008 : New Amsterdam : Andrew Gleason (#1 épisode)
- 2009 : Fringe : Contrôle parental  (Saison 1, épisode 12) : Brian Dempsey
- 2009 : New York, unité spéciale : Bill Tattenger (saison 11, épisode 4)
- 2011 : Hawaii 5-0 : (Saison 2, épisode 9)
- 2013 : Elementary : Le Prédateur (saison 2, épisode 9) : Lieutenant Gerry Coventry
- 2014 : Parks and Recreation : Harold (saison 6, épisode 13)
- 2015 : The Lizzie Borden Chronicles : Tom Horn
- 2017 : The Deuce : Bobby Dwyer (saison 1)
- 2017 : New York, unité spéciale : sergent Tom Cole (saison 18, épisode 7)
- 2018 : Modern Family : Officier Stablitzky (saison 9, épisode 19)
- 2018 : Brooklyn Nine-Nine : Dennis Kole (saison 5, épisode 13)
- 2019 : For All Mankind : Deke Slayton (saison 1)
- 2022 : Gaslit (mini-série) : James McCord
- 2024 : New York, police judiciaire : Jack Costa (saison 24, épisode 3)